# The Knife (Goldfinger)
The Knife è il settimo album in studio del gruppo musicale statunitense Goldfinger, pubblicato nel 2017.

## Tracce
1. A Million Miles – 2:05
2. Get What I Need – 3:06
3. Am I Deaf (2017 Re-Recording) – 3:04
4. Tijuana Sunrise – 3:38
5. Put The Knife Away – 2:58
6. Don't Let Me Go (featuring Takahiro Moriuchi of ONE OK ROCK) – 3:33
7. Beacon – 3:09
8. Who's Laughing Now – 2:42
9. Say It Out Loud – 3:34
10. Orthodontist Girl (featuring Josh Dun of Twenty One Pilots) – 2:29
11. See You Around (featuring Mark Hoppus of blink-182) – 2:59
12. Liftoff (featuring Nick Hexum of 311) – 3:27
13. Milla – 2:38

## Formazione
- John Feldmann - voce, chitarra
- Philip Sneed - chitarra
- Mike Herrera - basso, cori
- Travis Barker - batteria

Altri musicisti e ospiti
- Zakk Cervini - basso, chitarra, tastiera
- Matt Pauling - basso, chitarra, tastiera
- Billy Kottage - tastiera, trombone
- Matt Appleton - sassofono
- John Christianson - tromba
- Mark Hoppus - voce (traccia 11)
- Nick Hexum - voce (12)
- Takahiro Moriuchi - voce (6)
- Nate Albert - chitarra (2)
- Makua Rothman - ukeke (12)
- Josh Dun - batteria (10)